# Glyptostrobus pensilis

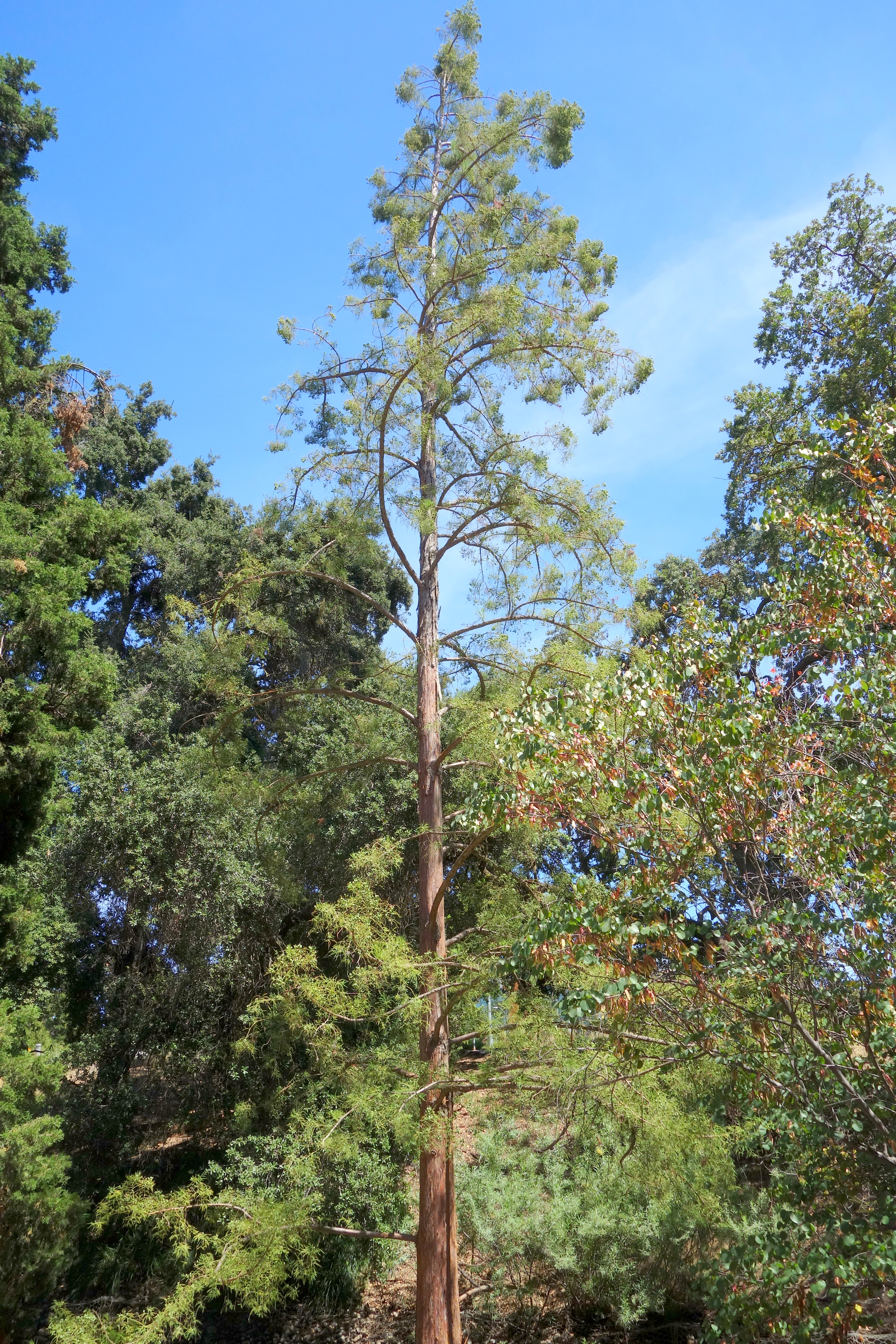
Hábito de Glyptostrobus pensilis.

Glyptostrobus é um género de coníferas cuja única espécie extante é Glyptostrobus pensilis, o cipreste-chinês, uma árvore produtora de madeira nativa das regiões pantanosas subtropicais do sueste da China, desde Fujian para oeste até ao sueste de Yunnan, com pequenas populações localizadas no norte do Vietname e no Laos. A espécie encontra-se criticamente ameaçada na natureza devido a perda de habitat e corte madeireiro excessivo.

## Descrição
Morfologia
Glyptostrobus pensilis é uma árvore de médio a grande porte (mesofanerófito a megafanerófito), atingindo os 30 m de altura e  um diâmetro de tronco de até 1 m, possivelmente mais. As folhas são decíduas, dispostas em espiral, mas torcidas na base para ficar em duas fileiras horizontais, com 5–20 mm de comprimento e 1–2 mm de largura, mas com apenas 2–3 mm de comprimento e em forma de escama nos rebentos da parte superior da copa.
As pinhas (cones) em forma de pera, com 2–3 cm de comprimento e 1-1,5 cm de diâmetro, mais largas próximo do ápice, são verdes ganhando uma coloração amarelo-acastanhada com a maturação. Abrem quando maduras para liberar pequenas sementes aladas com 5–20 mm de comprimento.
Habitat e conservação
O habitat típico da espécie são as margens de rios, lagoas e pântanos, crescendo em águas com até 60 cm de profundidade. Tal como o género relacionado Taxodium, quando cresce na água esta espécie produz joelhos de cipreste, grandes pneumatóforos radiculares que ajudam a transportar oxigénio para as raízes.
A espécie está quase extinta na natureza devido ao corte excessivo para colheita da sua valiosa madeira perfumada e resistente à podridão. Contudo, é amplamente plantada ao longo das margens dos arrozais, onde as suas raízes ajudam a estabilizar as margens, reduzindo a erosão do solo.
Parece não restar número significativo de plantas selvagens na China e poucas das que se conhecem no Vietname estão em condições de produzir sementes. Uma população destes ciprestes foi descoberta recentemente no centro do Laos.
A espécie é encontrada em vários jardins botânicos ao redor do mundo. Fora relatado anteriormente que havia quatro espécimes desta árvore crescendo em Bank Hall Gardens, Lancashire, Reino Unido, mas foi posteriormente estabelecido que pertencem à espécie Taxodium distichum, o cipreste-calvo do sueste da América do Norte.
Distribuição natural
Glyptostrobus pensilis é a única espécie não extinta do género Glyptostrobus, apenas subsistindo de modo espontâneo junto ao delta do Rio das Pérolas (Zhujiang) e a jusante do rio Minjiang, bem como em duas localidades do Vietname, na Província de Dac Lac, onde já tinha sido dado como extinta. A espécie dispersou-se, entretanto, no sul e sudeste da China, sendo conhecida na região que vai de Fujian para oeste até ao sueste de Yunnan, ocorrendo em pequenas populações isoladas no norte do Vietname e na província de Borikhamxai, no nordeste do Laos junto à fronteira com o Vietname.
Usos
É uma árvore apreciada pela sua madeira de boa qualidade, ainda que também seja utilizada na obtenção de tanino e produtos para tinturaria, além dos efeitos benéficos em termos ambientais, no controlo da erosão dos solos e ao providenciar abrigo a outras espécies biológicas.

## Galeria

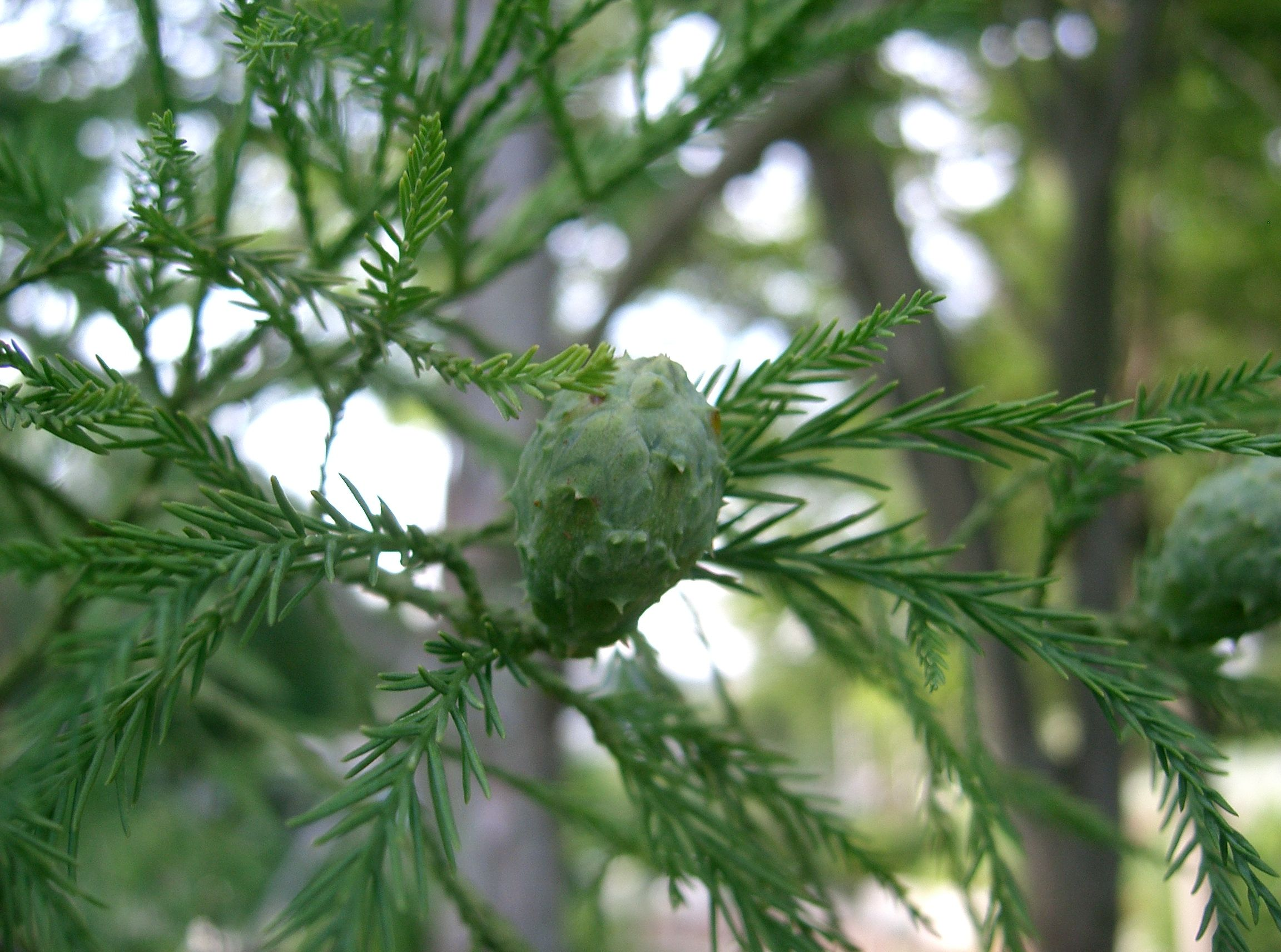
Cone imaturo.
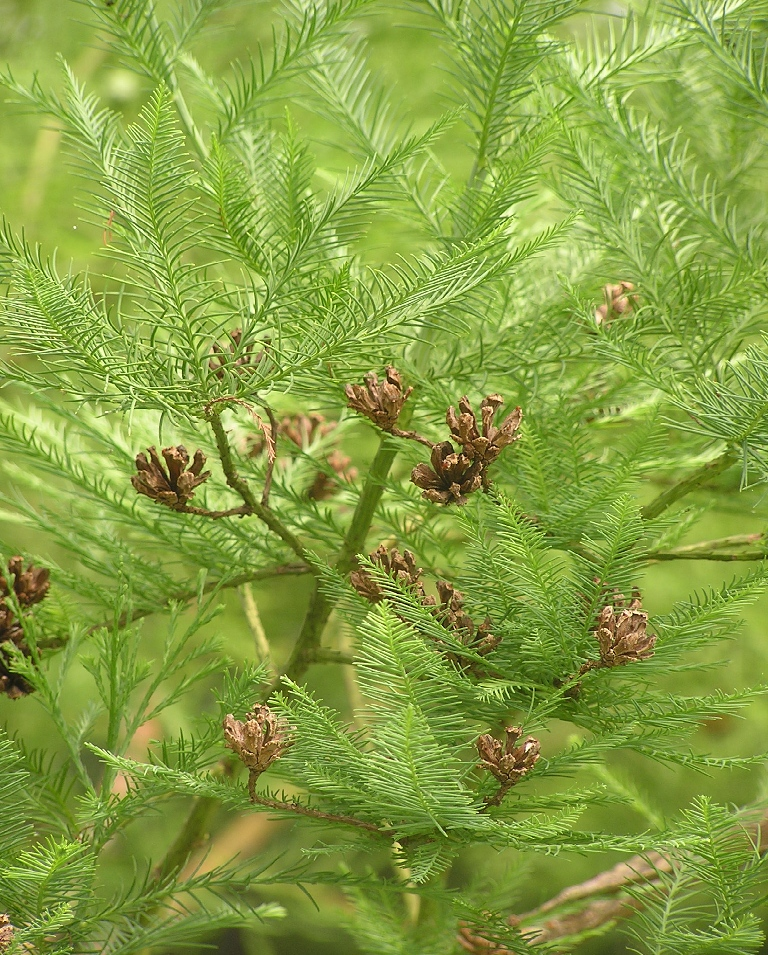
Cone maduro.
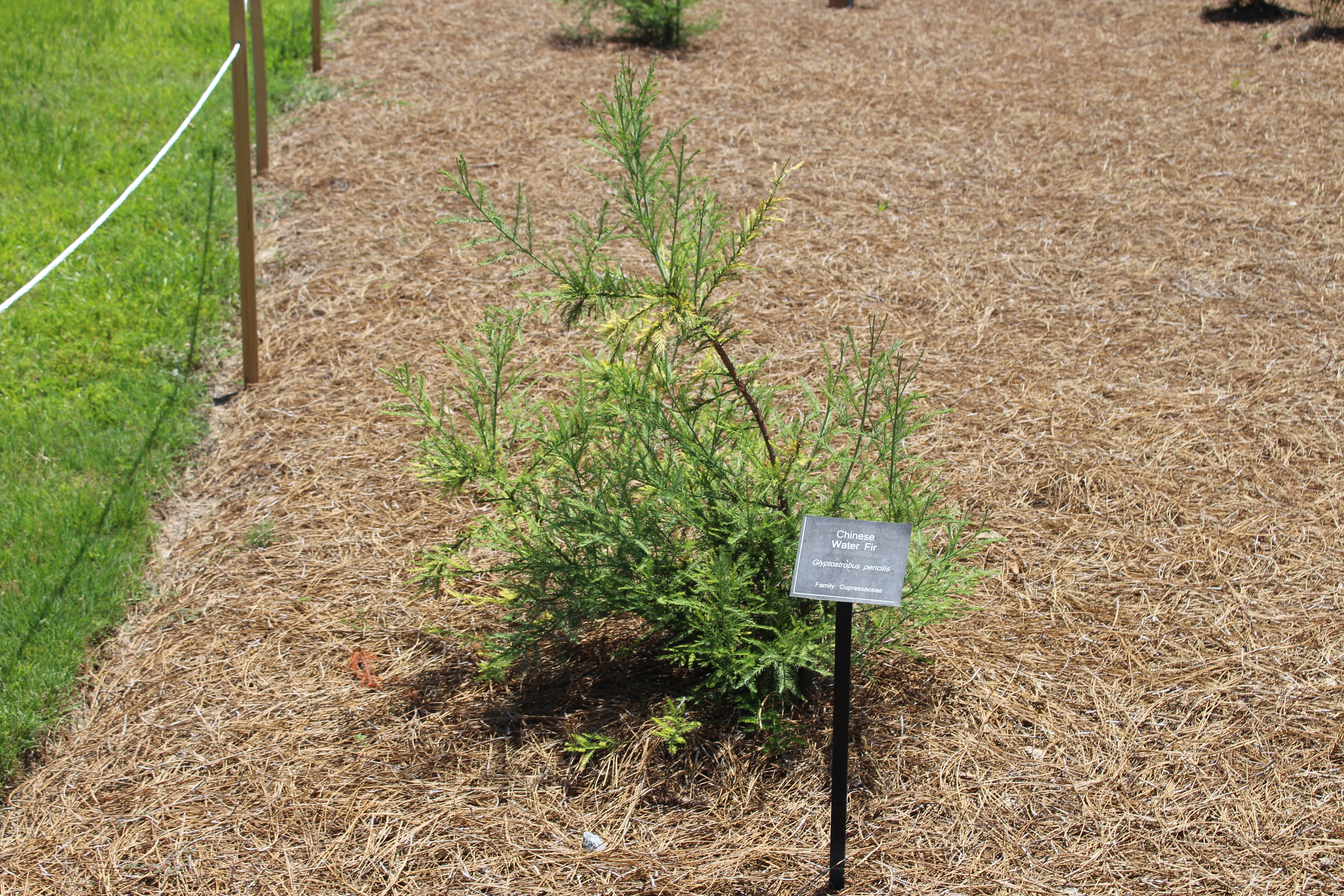
Planta juvenil no Coastal Georgia Botanical Gardens.
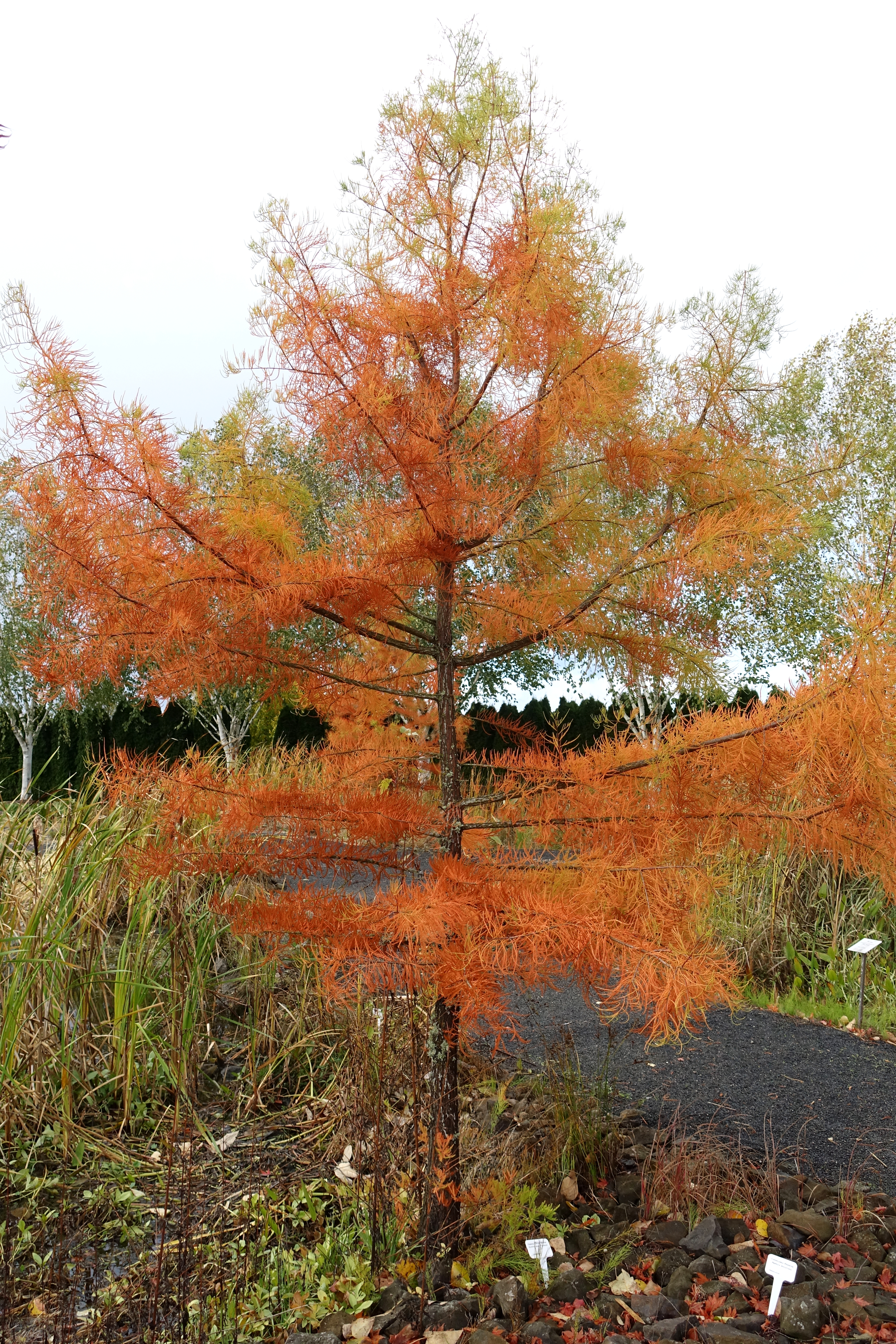
Árvore jovem no Oregon Garden com a folhagem outonal (a espécie é decídua).
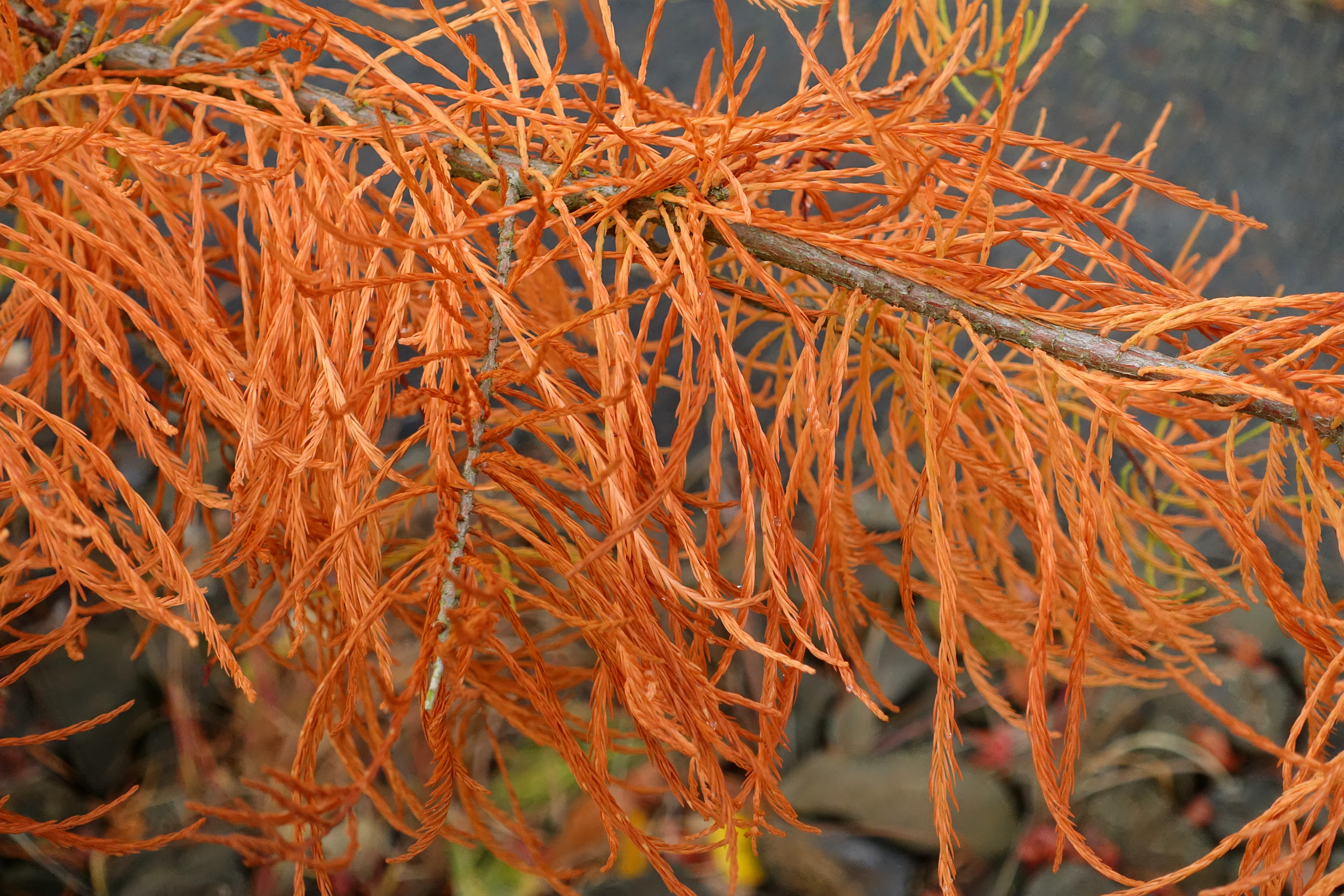
Folhagem outonal (pormenor).
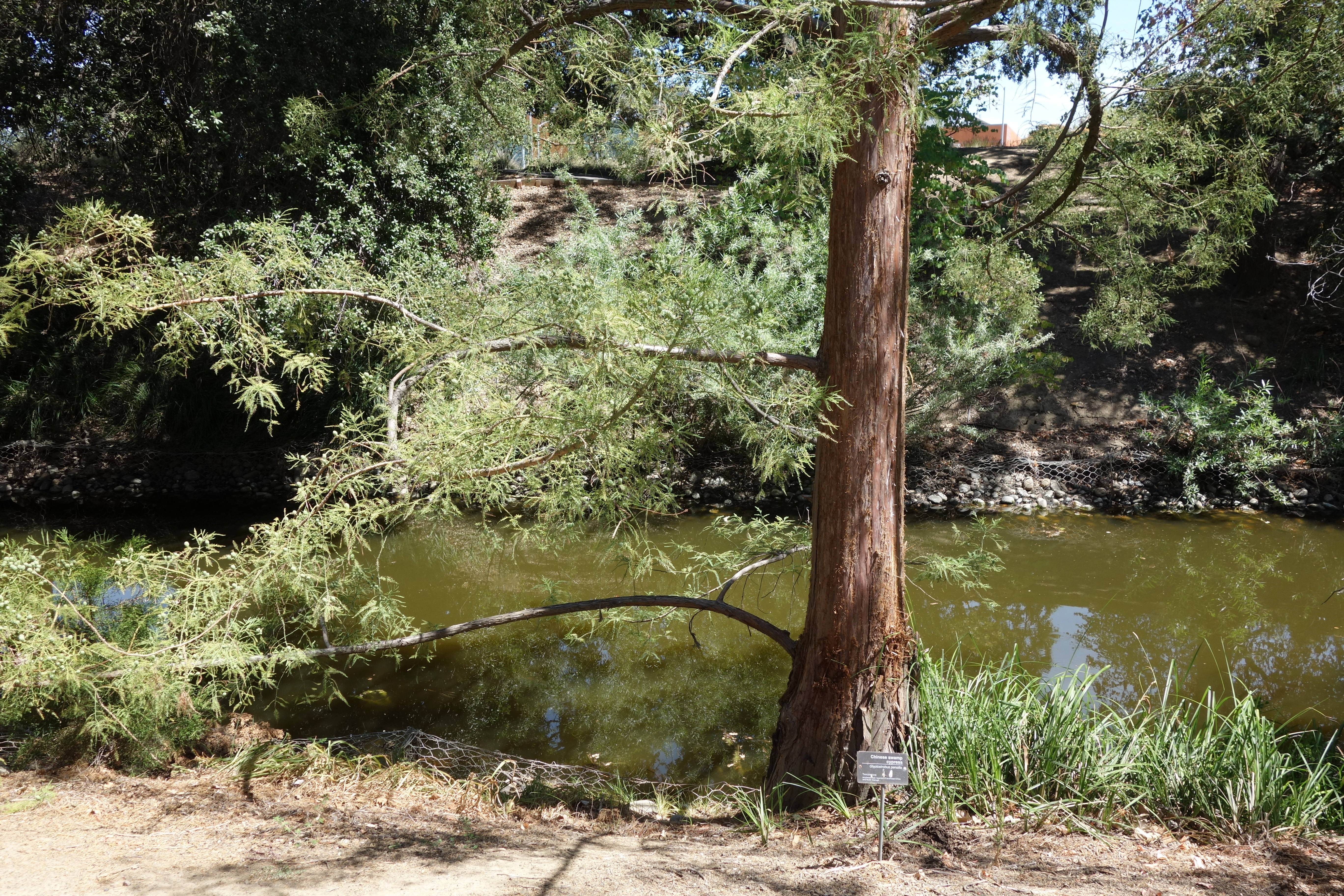
Em habitat húmido.
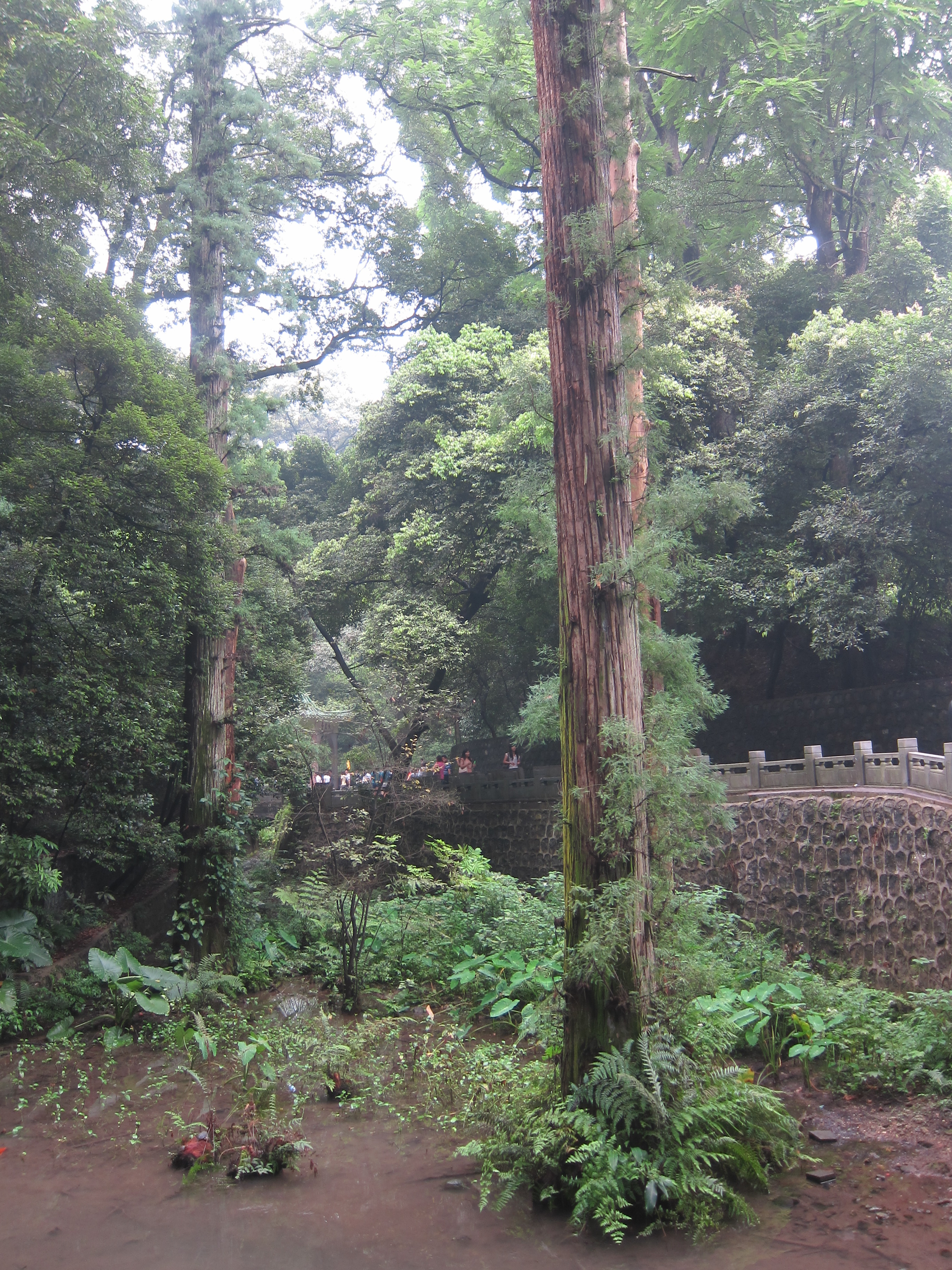
Árvores com 400-500 de idade em Nanhua Temple
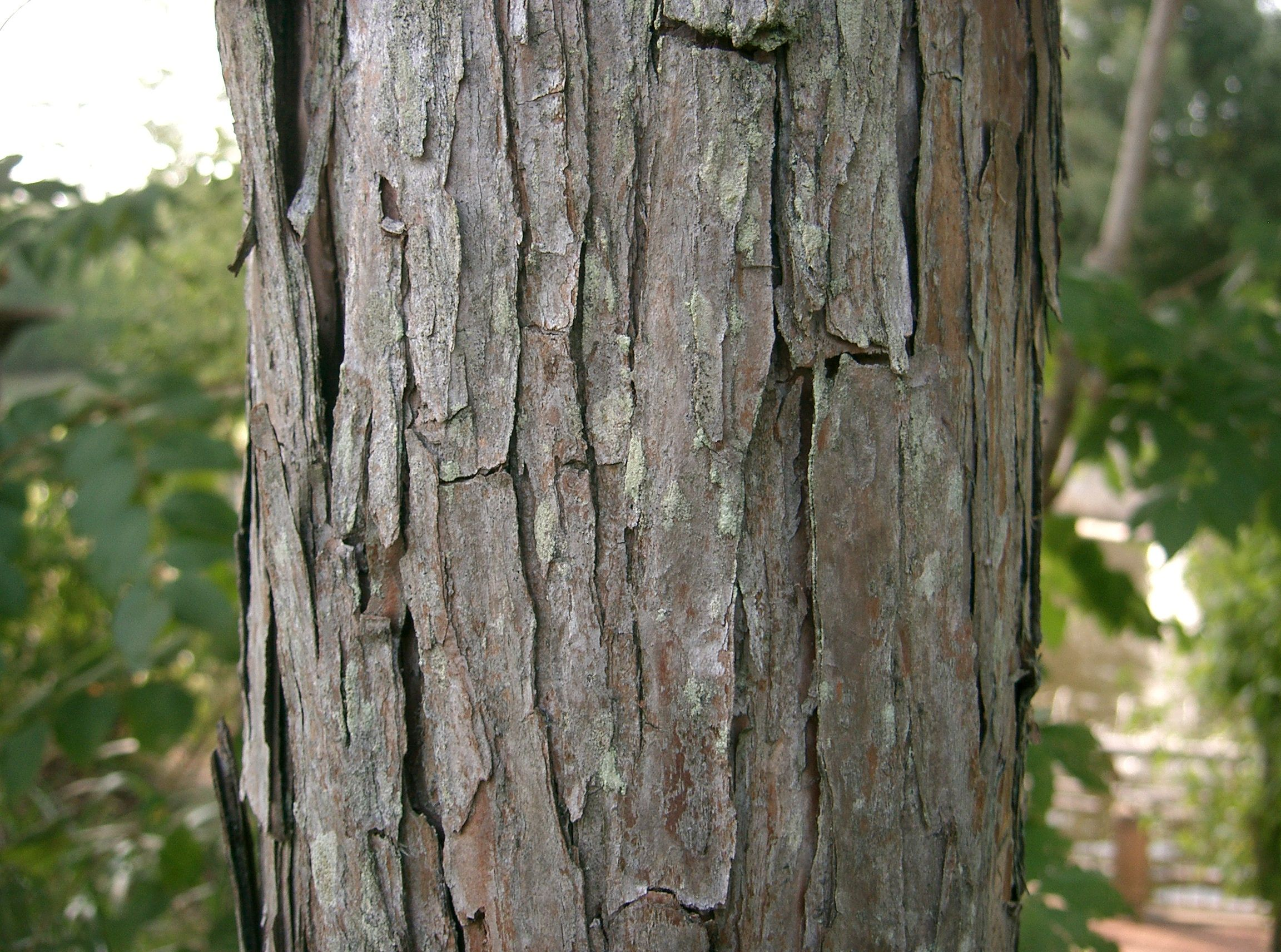
Ritidoma (casca).
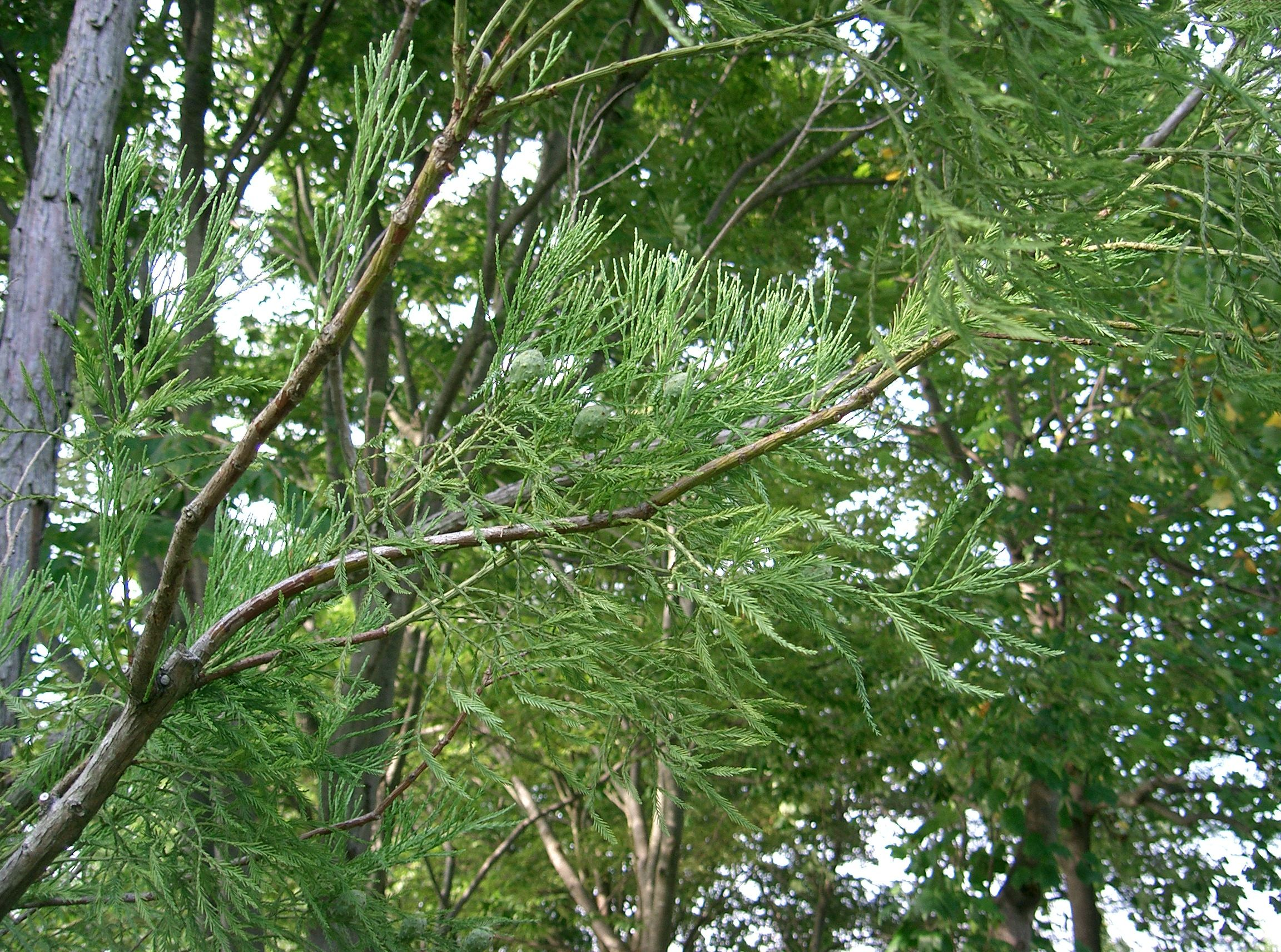
Ramos jovens.
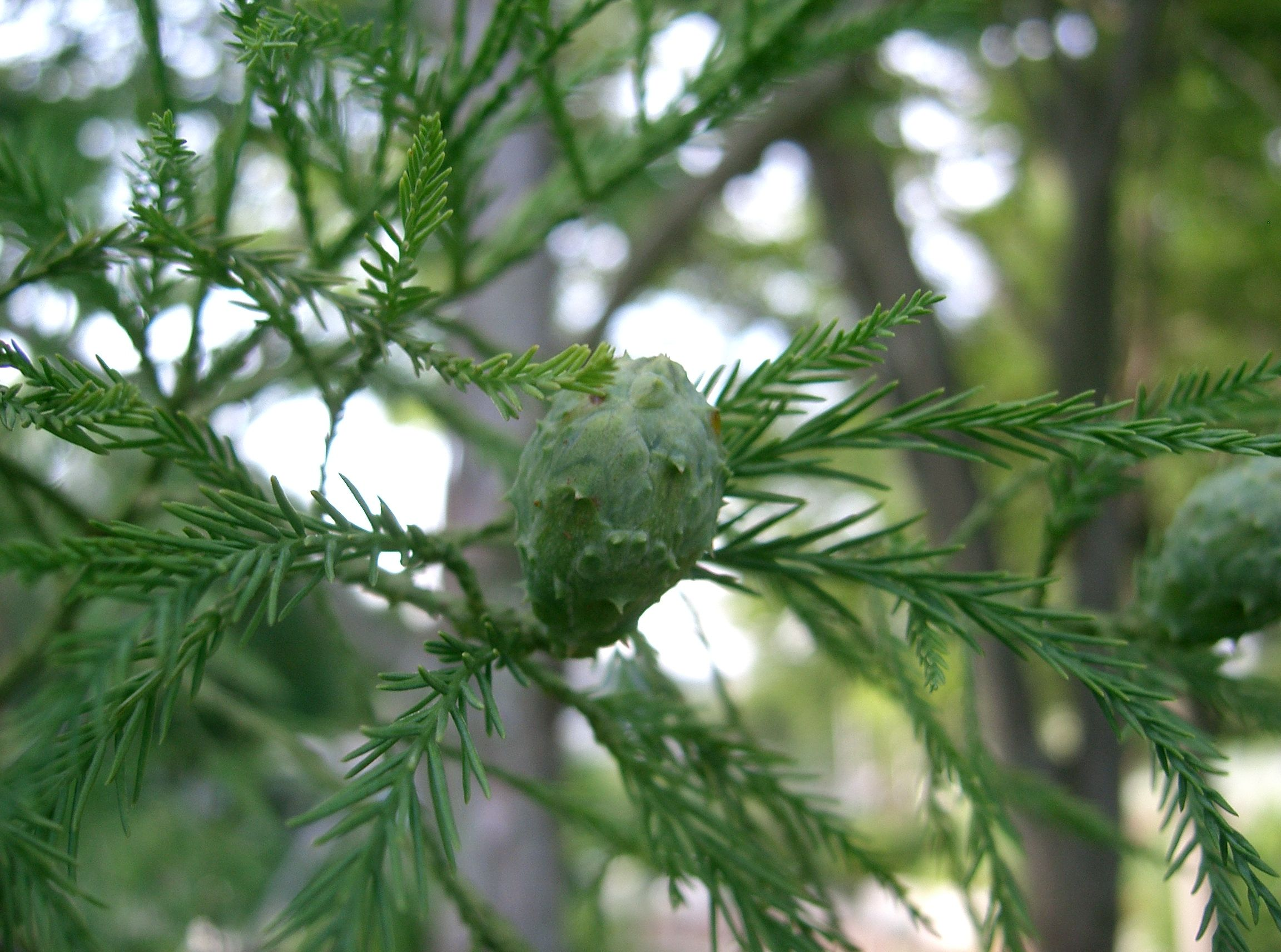
Cone imaturo.